# Dark Water (manga)
Dark Water (仄暗い水の底から Honogurai mizu no soko kara?) es la adaptación manga del libro de Koji Suzuki, (Dark Water), ilustrada por Meimu. Como el libro, es un conjunto de historias cortas basadas en el terror psicológico unidas a través del agua.

## Argumento
Dark Water, el primero de los cuatro relatos, da título al tomo e inspiró a las películas japonesa y americana homónimas. Una madre y su hija viven en un siniestro edificio de apartamentos, donde empiezan a recibir la visita de una niña, desaparecida tiempo atrás.
Crucero a Yumenoshima narra el misterio en que se ven envueltos un matrimonio y un amigo, cuyo barco se detiene inesperadamente.
A la deriva, la tercera historia, aborda el fenómeno de los barcos fantasma. Un grupo de amigos conocerán la respuesta, muy a su pesar.
Un bosque bajo el mar es una inquietante historia sobre un hombre que tiene un accidente en un paseo por la montaña y queda atrapado sin posibilidad de pedir. Años más tarde, su hijo seguirá sus pasos.
- Datos: Q8353914